# 하인리히 이자크

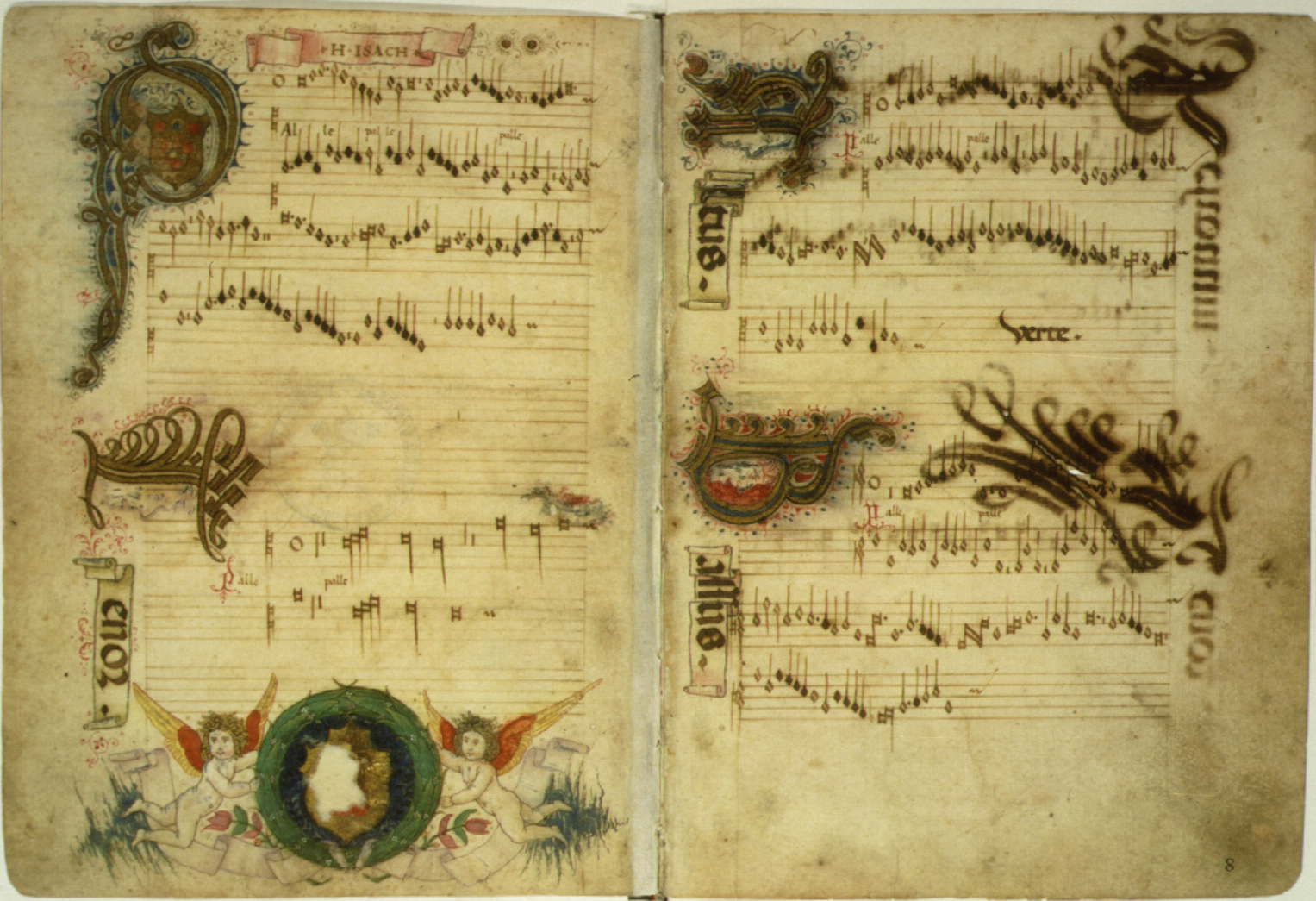
하인리히 아이작의 조명을 받은 샹소니에, 그의 4성 모테트 Palle, palle 의 시작. 아마도 1480년대에 피렌체에서 쓰여졌고 그 기간 동안 복사되었을 것이다.

하인리히 이자크(Heinrich Isaac, ca. 1450 – 1517년 3월 26일)는 남부 네덜란드 출신의 네덜란드 르네상스 작곡가였다. 그는 미사곡, 모테트, 노래(프랑스어, 독일어, 이탈리아어), 기악곡을 작곡했다. 조스캥 데프레의 중요한 동시대 인물인 이자크는 독일 음악 발전에 영향을 미쳤다.
하인리히 이자크의 경력은 30년이 훨씬 넘는 기간 동안 그의 고향인 플랑드르에서 독일, 이탈리아, 오스트리아 및 중부 유럽의 다른 지역으로 멀리 여행할 수 있게 해주었다. 기본 출처가 충분하지 않아 생애를 파악하기가 어렵다.
피렌체에 처음 머무는 동안 그는 피에로 벨로라는 피렌체 사람과도 거래했는데, 그의 딸 바르톨로메아는 이자크의 아내였다. 실제 결혼 날짜는 알려져 있지 않지만 기록에 따르면 로렌조 데 메디치가 플랑드르에서 이삭을 불러냈을 때 그를 위해 주선했을 수 있다. 1495년 1월에 피에로 벨로가 이삭에게 그의 딸에게 지참금을 준 기록이 있다.
1512년 1월 4일 이자크는 정착을 의미하는 피렌체에 있는 자신의 집을 더 작은 집으로 물물교환했다. 그와 그의 아내는 그가 죽을 때까지 몇 번의 짧은 여행을 제외하고는 그곳에 남아 있었을 것이다.  또한 1512년 11월 24일 자신의 유언장을 수정하여 매년 미사를 Santissima Annunziata 또는 Annunziata가 할 수 없는 다른 교회에서 영원히 바치도록 요청했다. Bartolomea는 식량으로 이러한 대중을 지불할 수 있었다. 교황 레오 10세와 그의 형제 줄리아노 데 메디치의 추천으로 1514년 5월 30일 산타 마리아 델 피오레에 있는 다성 음악 예배당의 명예 직위를 받았으며, 그 자리는 연금으로 사용되었다. 이삭은 또한 피렌체에 거주하는 것과 상관없이 막시밀리안 1세의 궁정에서 계속해서 지불금을 받았다. 1515년 12월, 교황 레오 10세는 피렌체를 방문했는데 그곳에서 그는 이삭의 음악이 연주되는 것을 거의 확실히 들었을 것이다. 죽기 직전에 세 번째이자 마지막 유언장을 작성했는데, 이는 대신 10년 동안 매년 추모 미사를 바치라는 이전 요청을 단축시켰다. 1517년 3월 26일에 사망했다. Santissima Annunziata는 다음 날 그의 장례식을 치르기 위해 지불금을 받았다. 집 가치의 4분의 1에 해당하는 5플로린의 금액이 산타바바라의 형제회에 마지막으로 유품되었다. 바르톨로메아는 남편에게서 17년 이상 살아남았고 1534년 5월 30일에 사망했다.
이자크는 당시에 유행했던 거의 모든 형식과 스타일을 포함하여 매우 다양한 산출물을 생산한 당대 가장 다작의 작곡가 중 한 사람이었다.  이삭이 작곡한 음악에는 미사, 모테트, 프랑스어, 독일어, 이탈리아어로 된 노래와 기악이 포함되었다.